# Миколаївка (Болградський район)
Микола́ївка — село Бородінської селищної громади, у Болградському районі Одеської області України. Населення становить 1678 осіб.

## Історія
12 червня 2020 року, відповідно до Розпорядження Кабінету Міністрів України від № 724-р «Про визначення адміністративних центрів та затвердження територій територіальних громад Одеської області», увійшло до складу Бородінської селищної територіальної громади.
19 липня 2020 року, в результаті адміністративно-територіальної реформи і ліквідації Тарутинського району, село увійшло до складу новоутвореного Болградського району.

## Населення
Згідно з переписом УРСР 1989 року чисельність наявного населення села становила 1823 особи, з яких 799 чоловіків та 1024 жінки.
За переписом населення України 2001 року в селі мешкали 1674 особи.

### Мова
Розподіл населення за рідною мовою за даними перепису 2001 року:
| Мова       | Відсоток |
| ---------- | -------- |
| російська  | 91,48 %  |
| молдовська | 4,53 %   |
| українська | 1,91 %   |
| гагаузька  | 1,07 %   |
| болгарська | 0,83 %   |